# Леополд Матиас Сигизмунд фон Ламберг
Леополд Матиас Сигизмунд фон Ламберг (на немски: Leopold Mathias Sigismund von Lamberg; * 20 февруари 1667, Виена; † 10 март 1711, Виена) е граф, от 1 ноември 1707 г. княз на Ламберг, оберщалмайстер на император Йозеф I и от 1708 до 1711 г. ландграф на Лойхтенберг.

## Живот
Той е син на Франц Йозеф I фон Ламберг († 1712) и съпругата му Анна Мария имперска графиня фон и цу Траутмансдорф († 1727), дъщеря на Адам Матиас фон Траутмансдорф-Вайнсберг († 1684) и първата му съпруга Ева Йохана фон Щернберг († 1674).
Леополд Матиас произлиза от благородническата фамилия Ламберг от Каринтия и Крайна, която има собственóсти в Горна Австрия (Щирия). Той е личен приятел на император Йозеф I, който през 1707 г. го издига на имперски княз и през 1708 г. му дава като имперски феод ландграфството Лойхтенберг, след прогонването на баварския курфюрст Максимилиан II Емануел.
Леополд Матиас умира на 10 март 1711 г. във Виена. След това баща му Франц Йозеф I фон Ламберг получава титлата ландграф фон Лойхтенберг, но малко по-късно умира на 2 ноември 1712 г. Ландграфството през 1712/1714 г. е дадено обратно на баварския курфюрст.

## Фамилия
Леополд Матиас се жени на 21 май 1691 г. за графиня Клаудия цу Кюнигл фрайин цу Еренбург и Варт (* 1669/70; † 6 декември 1710, Виена), дъщеря на граф Йохан Георг Кюнигл фрайхерр цу Еренбург и Варт († 1697) и графиня Мария Анна фон Екщет († 1697). Те имат децата:
- Мария Терезия Йозефа (* 1692; † 1730/50) ∞ 1 май 1720 Антон Рабутин, конте де Буси
- Йохан Филип (* 1694; † 1706)
- Филипина Мария Анна Йозефа (* 1695; † 1762) ∞ 28 септември 1718 Лудвиг Андреас фон Кевенхюлер (* 30 ноември 1683; † 26 януари 1744), граф фон Франкенбург
- Мария Йозефа Йохана Терезия Амадея, ∞ 26 септември 1726 Йозеф Мария Николаус Игнац, фрайхер фон Нойхауз
- Леополд Франц Ксавер (* 1702; † 1709)
- Мария Йозефа Филипина (* 1706; † 1707)